# Fus-hatchee
Fus-hatchee, Maleno pleme Muskogee ili Upper Creek Indijanaca sa sjeverne obale rijeke Tallapoosa u Alabami, na području današnjeg okruga Elmore, gdje im se nalazio istoimen grad 'tulwa'. Fus-hatchee su po svoj prilici, smatra Swanton, s Kolomima i Kan-hatkima bili srodni Holiwahalima. 